# Bert Sproston
Bert Sproston (Elworth, 22 giugno 1914 – 27 gennaio 2000) è stato un calciatore inglese di ruolo difensore.

## Carriera

### Club
Ha sempre giocato nel campionato inglese.

### Nazionale
Esordì in Nazionale nel 1936, collezionando 11 presenze nel giro di due anni.